# Tricyrtis chinensis
Tricyrtis chinensis är en liljeväxtart som beskrevs av Hir.Takah.bis. Tricyrtis chinensis ingår i släktet skuggliljor, och familjen liljeväxter. Inga underarter finns listade.